# Josef Gruber (compositore)
Josef Gruber (Wösendorf in der Wachau, 18 aprile 1855 – Linz, 2 dicembre 1933) è stato un compositore e organista austriaco.

## Biografia

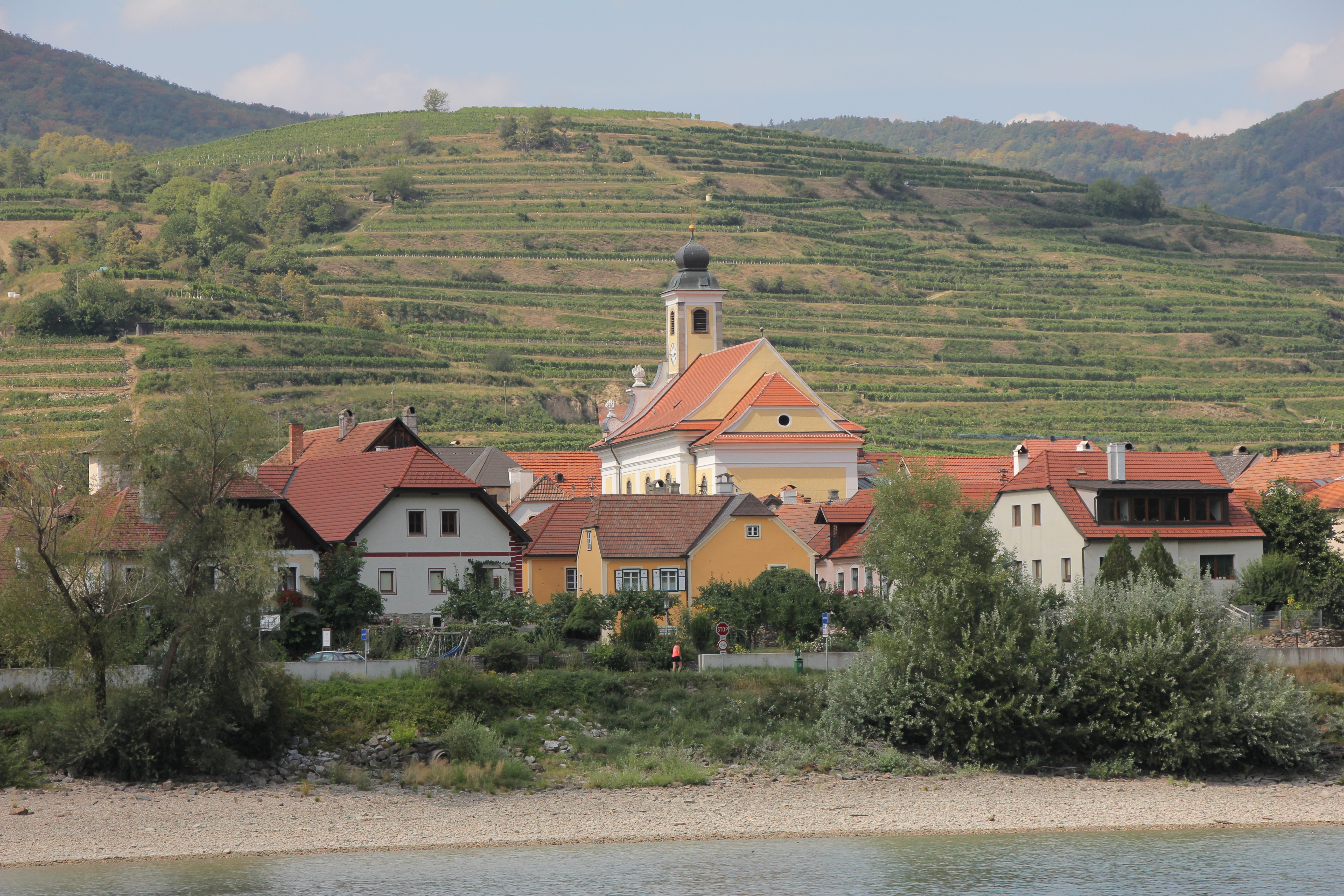
La parrocchia di San Floriano a Wösendorf in der Wachau, una frazione di Weißenkirchen in der Wachau.

Josef Gruber si formò a Wösendorf, presso la chiesa parrocchiale di San Floriano. Entrò quindi presto in contatto con la musica sacra e divenne un corista nel convento dei canonici agostiniani, dove ricevette i suoi primi insegnamenti musicali dal maestro di cappella del convento, Ignaz Traumihler (1815-1884). Gruber studiò anche armonia con Anton Bruckner, che all'epoca era l'organista del convento. Dal 1906 prese lezioni di composizione da Johann Evangelist Habert. Nel 1878 Josef Gruber divenne organista del convento di San Floriano. Dal 1906 fino al suo pensionamento fu professore di musica presso la scuola magistrale e allo stesso tempo musicista di chiesa presso la chiesa dei Cappuccini di Linz.

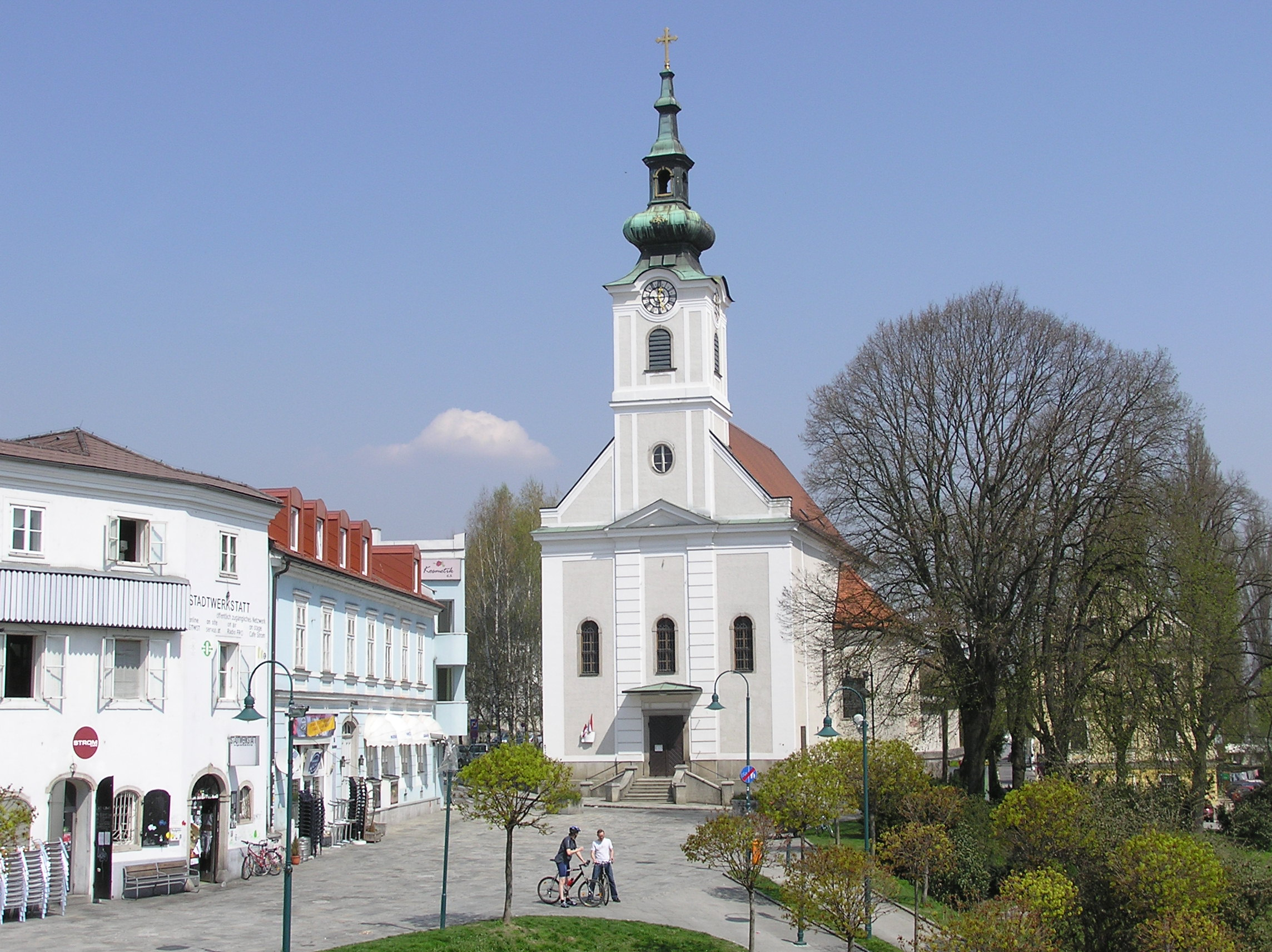
La chiesa dei Cappuccini di Linz.

## Opere
All'inizio della sua carriera, le composizioni di Gruber furono fortemente influenzate dal rigoroso cecilianismo di Ignaz Traumihler. Successivamente il suo lavoro fu influenzato sempre più da Bruckner e Deubler, successori di Traumihler. Così diede vita a una musica sacra pragmatica, che si sviluppò all'inizio del XX secolo. Le sue opere sono una sintesi del cecilianismo austriaco e di una tendenza concertante classistica. La sua musica è caratterizzata da facile cantabilità e chiarezza formale. Per queste doti, secondo le statistiche, le opere di Gruber sono cantate in più di 1.200 chiese austriache. Nella Germania meridionale, il numero è molto superiore.
In qualità di insegnante, Gruber ha impartito i rudimenti di musica sacra a due generazioni di musicisti.
Gruber ha creato oltre 300 opere di musica sacra, tra cui 58 messe e 17 requiem. Lasciò anche numerosi Propri, Messe tedesche, Canti tedeschi, litanie, opere per organo e un manuale per l'organo in tre parti, oltre a un metodo organistico e un libro di preludi.

### Musica a cappella
- Requiem in mi bemolle, op. 3
- Thomasmesse, op. 83, a 7 voci
- Missa "Salve Regina", op. 197

### Con accompagnamento d'organo
- Theresienmesse, op. 31
- Aloysiusmesse, op. 76
- Familienmesse, op. 117

### Con accompagnamento d'orchestra
- Missa St. Petri, op. 14
- Requiem in re minore, op. 20
- Elisabethmesse, op. 36
- Jubiläumsmesse, op. 40
- Missa Papae Leonis, op. 151
- Missa in honorem St. Cäciliä, op. 79